# 黃安偉
黃安偉（英語：Edward Wong），记者、作家，现任美国纽约时报驻华盛顿外交记者，曾任纽约时报驻伊拉克记者及北京分社社长。著有《我逃離的帝國》（At the Edge of Empire, A Family's Reckoning with China）。

## 生平
1972年生于美国华盛顿特区。毕业于弗吉尼亚大学英语专业（学士）和加利福利亚大学伯克利分校新闻学和国际和地区研究（硕士）。他亦曾在北京语言大学和台湾大学学习汉语。2003-2007年担任纽约时报驻伊拉克记者。2008-2016年担任纽约时报驻北京记者和分社社长。
从大学起，黄安伟开始对自己的家庭（尤其是他的父亲）和中国的关系产生兴趣，研究生期间以及在中国报道期间，他开始走访中国各地特别是和他家族相关的台山、香港、新疆以及西藏那些中华帝国的边陲地带，为他的家族自传的写作做准备，于2024年出版《我逃離的帝國：從毛澤東到習近平，橫亙兩代人的覺醒之路》（At the Edge of Empire, A Family's Reckoning with China）。

## 家庭
父亲——黄沃强，祖籍广东台山，1932年出生在香港，1950年在广州高中毕业后只身赴北京上北京农业大学。不久即加入中国人民解放军在中国东北参加空军训练，准备参加韩战（抗美援朝战争）；未料因为其海外关系（父母在香港，哥哥在美国读大学），被踢出空军发派到新疆阿尔泰中苏边境。1956年成为中共预备党员。1957年入读西北工业大学航空系，却再次因为海外关系被取消中共预备党员资格，并被禁止参加专业实习。1961年退学回到广州并在家庭关系的帮助下，于1962年顺利绕道澳门回到香港和父母团聚。1967年移民美国定居在华盛顿郊区。